# 清水泰次郎
清水 泰次郎（しみず やすじろう、1859年4月14日〈安政6年3月12日〉 - 1926年9月2日）は、明治から大正時代に活躍した英学者、教育者。旧姓、中川。幼名、佳之助。同志社英学校（現・同志社大学）や、大阪・英和学舎（現・立教大学）を始め、多くの学校で教授を務め、第五高等学校（現：熊本大学）では夏目漱石の後任となった。英文学者として、日本英文学会を創設し、日本における英文学の発展に貢献した。

## 人物・経歴
1859年（旧暦安政6年3月12日）に中川進之丞玄佳の二男として大阪市東区安土町にて生まれる。幼名を佳之助と称し、家は代々儒者にして医者を業としていた。
1870年（明治3年）、10才の頃に、当時の日本では開国の思想が大きく国内に勃興し、四民平等の精神が発展していく最中、その主旨に感動し、籍を平民に移すことを決心し、その年の12月に清水姓となり、名を泰次郎と改めた。
1869年（明治2年1月）より、1871年（明治4年3月）まで大阪で、山下住郎右ェ門に学び、五経・十八史略等を素読した。また、大阪医学校（現・大阪大学医学部）に入学し、英学を修める傍ら、文部省直轄理学校（現・京都大学）に通学し、リッター教授に従い物理化学を1871年（明治4年3月）まで研究した。
1871年（明治4年3月）から1876（明治9年）11月まで、大阪において文部省直轄大阪英語学校(開成所、現・京都大学）に入学し、英語、英文学等を学ぶ。但し、当時同校において卒業証書を授与する規定が定まっておらず、約3年間第一級に留まった。
1873年（明治6年）8月から、大阪で文部省直轄英語学校（現・京都大学）教頭の兼子両平が設立に関わった洋学義塾の塾長を務め、1876年（明治9年）5月まで内外生徒管理及び教授を担当した。その傍らで1875年（明治8年）1月に文部省直轄英語学校校長の大山政敬に要請され、嘱託を受けて1年間、同校の生徒に英語を教授する。また、1875年（明治8年）2月から1876年（明治9年）10月まで、大阪の英語学校教師イートンに従い、仏学修める。
1875年（明治8年）10月より1876年（明治9年）3月まで、大阪で英国人少年のジョン・ディアボに英語綴字法及び文法等を教える。
1876年（明治9年）6月より同年9月まで、大阪東区石町1丁目にあった順承舎（後の梅花女学校）の舎長代理兼教頭となる。この時18才であった。この際、大阪府の検定試験に合格し、掛官の英国人スエビーより、順承舎よりも高等教育を行う学校の教員資格を有することの保証を得た。
1876年（明治9年）11月下旬より1877年（明治10年）9月まで、神戸で三井銀行に招聘されて、横浜3番ワトソン商会副頭取ジョーヂュ ヲーコップの依嘱を受けて輸出米事業の事務も兼ねた。
この頃、キリスト教に接し、宣教師及び牧師の指導を受けて、また自ら聖書を研究して大いに改心を促されて、遂には志を決して信仰の道に入った。
1877年（明治10年）10月から1878年（明治11年）9月まで、大阪東区の北浜風雲館（立教大学の前身の一つ）において、独逸学、漢学を修める。1878年（明治11年）11月から1879年（明治12年）3月まで、北浜風雲館の館主中島彬夫の要請により、英学部教頭を務める。
1878年（明治11年）2月から約1年間、大阪の文部省直轄英語学校（現・京都大学）の教師イートンの依頼から、長男アルフレッドに英読本を講読する。
1880年（明治13年）に北浜風雲館が大阪・英和学舎（現・立教大学）と合併して閉校する。
1881年（明治14年）7月から1883年（明治16年）12月まで、大阪西区川口の英和学舎（現・立教大学）に招聘されて教頭を務め、論理心理学を講授する。
1881年（明治14年）9月から1884年（明治17年）7月まで、大阪でギューリック教授に従い、哲学を学ぶ傍ら、詩賦論法を研究する。
1884年（明治17年）から同年7月まで、大阪西区の川口プレスビテリアン女学校（ヘール氏塾・ウィルミナ女学校、現・大阪女学院)主任として、英学を教授する。
1884年（明治17年）12月、東京において神田区三崎町の明治学院において、英文学を講授する。
1885年（明治18年）6月、聖バルナバ病院院長のヘンリー・ラニングの招きに応じて、帰阪して、約1年間、大阪川口の照暗女学校(現・平安女学院)教頭兼英学教員を務める。1885年（明治18年）8月下旬には、大阪において日本英文学会を創立し、照暗女学校(現・平安女学院)教頭を兼務しながら同学会会長となった。当時、日本英文学会の会員数は実に数10万人以上に及んだ。
1885年（明治18年）11月、大阪南区の関西英学校、東区の開成学館、西区の専修学校の教頭を兼務するが、1886年（明治19年）9月に、同3学校の教頭を辞任。
1886年（明治19年）9月より1890年（明治23年）まで、新島襄の懇請により、京都の同志社（現・同志社大学）の教授として教鞭を執り、評議員も務める。1889年（明治22年）には、米国人スミスに従いギリシャ語を学ぶ。
1890年（明治23年）3月22日、兼子両平との従前の関係上、兼子の管理する奈良県郡山尋常中学校で教授する事となるが、同志社との関係も依然継続し、引き続き教授兼評議員として勤務した。1892年（明治25年）9月26日には、奈良県郡山尋常中学校を依願免職。
1892年（明治25年）10月、大阪東区の浪花女学校（現・大阪女学院）を再興して同校の校主代理兼主幹（校長）となり、同校を監督する。1893年（明治26年）、文部省中等教員検定試験を受けて合格する。その時、受験者は約三百名いたが、合格者は清水たった一人であった。
1897年（明治30年）、再び京都同志社で教鞭を執る。1900年（明治33年）3月31日、同志社教員を辞職。
1900年（明治33年）以後、第五高等学校（現：熊本大学）、山口高等学校（現・山口大学）、山口高等商業学校（現・山口大学）教授を歴任するが、第五高等学校では、英国留学で休職する夏目漱石の後任として教授を務めた。
1906年（明治39年）、上京して、高等師範学校（現・筑波大学）、商船学校（現・東京海洋大学）、中央学校等で教鞭を執る。
1923年（大正12年）、一切の教職を退き、文部省中等教科書検定係嘱託のみとなった。
1925年（大正14年）末より、食道癌の重病となり、1926年（大正15年）9月2日に死去。六十八年の生涯であった。
長男の清水玄が、その後を継いだが、玄は東京大学政治科出身で、内務省社会局監理課長を務めていた。1921年（大正10年）には玄の欧米行きについて、渋沢栄一に協調会より補助をもらえるよう要請している。

## 著作
- 『雀の物語』清水泰次郎著 京都 福井源次郎 明治22年